# 十五糎臼砲

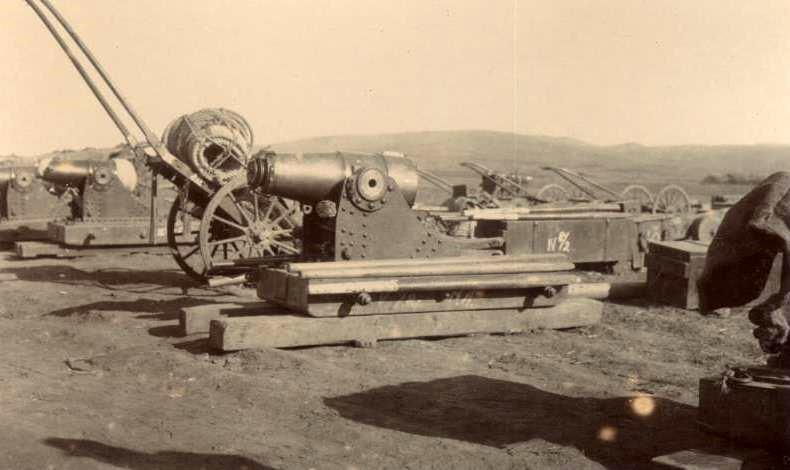
旅順攻囲戦における十五糎臼砲

十五糎臼砲（じゅうごせんちきゅうほう）とは、日本軍が日清戦争から第二次世界大戦まで使用した臼砲である。
九糎臼砲の拡大版として1893年（明治26年）制定。大阪砲兵工廠で試作・生産された。
日露戦争では九糎臼砲や二十八糎砲と共に活躍している。

## スペック
- 口径:149.1mm
- 砲身:1100m
- 初速:242m/秒
- 射程:4,750m
- 重量:1470Kg